# Neoclytus canescens
Neoclytus canescens là một loài bọ cánh cứng trong họ Cerambycidae.